# Джозеффо Ґвамі
Джозеффо Ґвамі (італ. Gioseffo Guami), також згадується як Джузеппе (італ. Giuseppe) та як Ґваммі (італ. Guammi), також Джозеффо да Лукка (італ. Gioseffo da Lucca); хрещення 27 січня 1542, Лукка — кінець 1611 або перші дні 1512, Лукка) — італійський композитор пізнього Відродження, представник Венеціанської школи, органіст, співак. Був плідним автором мадригалів та інструментальної музики, вважався одним з найбільших італійських органістів кінця XVI століття. Один з головних вчителів Адріано Банк'єрі.
Найвидатніший представник лукської родини музикантів Ґвамі.

## Біографія
Джозеффо Ґвамі, син Доменіко, народився у місті Лукка певно у 1542 році, і був окрещений 27 січня того ж року. Він є старшим братом лукського композитора Франческо Ґвамі, що був охрещений через рік після Джозефо, 10 лютого 1943 року. Родина походить з Ґвамо у Капаннорі, що в шести км від Лукки. 
Про перші роки його життя збереглося мало звісток, але відомо, що з 1561 року він вдосконалювався в музичному мистецтві під керівництвом Адріана Вілларта у капелі Базиліки Сан Марко у Венеції, одному з найавторитетніших музичних місць тогочасної Італії. Навчався також у Аннібале Падовано, коли був кантором у капелі. Массімо Трояно розповідає у своїх Діалогах (Венеція 1569), що «Джозеппе да Лукка, юнак гідний багатьох похвал за свої безмежні чесноти та поважні звичаї», і додає «у Венеції, коли під керівництвом мессере Адріана він там був».
Вирішальним фактором у його артистичному формуванні була протекція лукських меценатів Джузеппе Буонвізі та Лудовіко Пенітезі, про що можна дізнатися з присвяти до першої друкованої праці Ґвамі Першої книги мадригалів на п'ять голосів (Венеція, у А. Ґардано, 1565). Перебуваючи у Венеції Ґвамі досить швидко зажив широкої відомості, про що свідчить значна кількість його творів, що з'явились з 1561 року в антологіях поруч з композиціями таких вже прославлених композиторів як Клаудіо Меруло, Андреа Ґабріелі та Аннібале Падовано.
У 1568 році він залишив Венецію і переїхав до Баварії, звідки отримав пропозицію посісти місце першого органіста при дворі Альбрехта баварського. Його річне жалування становило 180 флоринів, що було на той час доволі багато. Скоріш за все, це призначення було здійснене через Орландо ді Лассо, який подорожував з Мюнхена до Венеції у 1567 році. Служба при баварській капелі продовжувалась до 1570 року та після трирічної павзи, коли він супроводжував Лассо до Італії з 1574 до 1579 року.
У 1579 році повернувся до рідного міста, де посів, з окладом у 24 скудо, місце органіста у церкві Сан Мікеле ін Форо. Його призначення відбулося ще у 1574 році, а під час його відсутності обов'язки органіста виконував Алессандро Карпані. 
6 липня того ж року повернувся до свого шлюбу з Ортензією Бедіні, з якою мав шістьох дітей: чотирьох синів (Ніколао, Доменіко, Вінченцо та Валеріо) і двох дочок (Емілію та Елізабетту (Арріґі)). Постійно проживав у Луцці принаймні до 1582 року, оскільки збереглися відомості про те, що в цьому році йому була призначена урядом щомісячна субсидія на три роки у розмірі чотирьох флоринів, аби тільки він, поміж інших двірських музикантів, виходив на службу при кожному запрошенні.
У 1585 році обійняв посаду капельмейстера на службі у адмірала Джованні Андреа Доріа у Генуї. Точних деталей його діяльності у цей період не збереглося, але достеменно відомо, що він зажив слави як органіст та композитор.
30 жовтня 1588 року був обраний першим органістом собору Сан Марко (де було два органісти, що працювали також як композитори, під орудою капельмейстера, яким в той час був Джозеффо Царліно). На посаді він заступив Вінченцо Беллавере. Призначення відбулося завдяки турботам тревізького священика Франческо Суґани, що 1 липня 1588 послав клопотання до венеційських прокураторів: «Я ніколи не зустрічав особи більш видатної і заслуженої ніж синьйор Джозеф Ґваммі Лукезець […] в ремеслі музикування знаходжу його таким обізнаним, та глибоким, що з миром до всіх вважаю, що він не повинен поступитися нікому іншому в Європі». Зважаючи на велику повагу до Ґвамі ву Венеції та пропозицію Суґани звільнити його від публічного конкурсу, прокуратори здійснили призначення прямо, без додаткових випробувань, встановивши річне жалування у 120 дукатів. Існує позбавлена доказів гіпотеза, що у цьому призначенні композитору посприяла родина Беллавере (Bell'haver), якій у знак подяки він мав виплачувати щорічно певну суму грошей. 
Ґвамі працював у Венеції до серпня 1591 року, коли, по смерті Царліно повернувся до Лукки, причини такого рішення залишаються невідомими; як передає Франческо Каффі, Джузеппе «раптом і без жодного дозволу забрався з Венеції». Припускаєтьсящо причиною було те, що його не призначили наступником Царліно. 15 вересня 1595 року прокуратори видали декрет, у якому він оголошується таким, що втратив посаду.
Тим часом 5 квітня 1591 року Ґвамі заступив Джакопо Корфіні на посаді органіста церкви Сан Мартіно у Луцці, де знаходився до смерті, що трапилася або в кінці 1611 року, або у перші дні 1612 року.

## Музика та впливи
Джозеффо Ґвамі був різнобічним, універсальним музикантом, працював у різноманітних жанрах: канцона, мотет, мадригал, меса, магніфікат, токата тощо.
Сакральна музика Ґвамі зазнала впливу стилю Адріана Вілларта його наставника у Сан Марко, Чіпріано де Роре, і пізніше Орландо ді Лассо. Певно Лассо та Ґвамі були друзями, оскільки обидва працювали у Мюнхені та часто подорожували разом. В царині світської музики, несумнівно під впливом Ніколи Вічентіно, використовував незвичну кількість хроматизмів та модуляції між далекими нотами. В органних творах, яких збереглося дуже мало (одна п'єса дісталась наших часів у збірці Джіроламо Дірути), спостерігається вплив віртуозної майстерності Адріана Ґабріелі, але без досягнення формальної широчіні Клаудіо Меруло.
Написав велику кількість інструментальних канцон, що були написані у модному антифонному венеційському стилі, орнаментовані, з використанням зовсім різного матеріалу у різних тематичних секціях, проте містять в собі незвичний для пребарокової музики рівень розвитку мотивів.
Ґвамі був також славним викладачем, маючи за учня Адріано Банк'єрі, одного з ключових композиторів у період переходу до барокової музики, який, у своїх Concerti ecclesiastici (1609), пишається тим, що він є учнем сіньйора Джозеффо Ґвамі".
Джозеффо Царліно, у своїх Sopplimenti musicali (1588), визначає Ґвамі як «видатного композитора та найприємнішого органного музиканта». Вінченцо Ґалілеї, прогресивний теоретик музики та лютнист (батько астронома Ґалілео Ґалілеї, писав про музику, талант та славу Ґвамі. 

## Твори
Серед його праць, більшість яких зберігається у бібліотеці Міському бібліографічному музичному Музеї Болоньї, згадуються наступні:
- Перша книга мадригалів на п'ять голосів (Il primo libro di madrigali a cinque voci) (Венеція, у А. Ґардано, 1565
- Третя книга мадригалів на п'ять голосів, з декількома на шість та діалогом на десять (Il terzo libro de madrigali a cinque voci, con alcuni a sei, et un dialogo a diece (Венеціяу, А. Ґардано, 1584)
- Sacrae cantiones quae vulgo motecta appellantur, quinque, sex, septem, octo et decem vocibus. Liber primus (там же, у Вінченті та Р. Амадіно, 1585)
- Lamentationes Hieremiae prophetae, una cum Benedictus, et Miserere, sex vocum (там же, у Вінченті, 1588)
- Четверта книга мадригалів на п'ять та шістьголосів, з декількома діалогами на вісім та десять (Il quarto libro de madrigali a cinque & a sei voci, con alcuni dialoghi a otto & dieci) (там же, у А. Ґардано, 1591)
- Партитура для грання канцонет на французький лад (Partitura per sonare delle canzonette alla francese) (там же 1601)
- Sacrarum cantionum variis, et choris, et instrumentorum generibus concinendarum, liber alter (Мілан 1608)
- Французькі канцонети на чотири, п'ять та вісім голосів для концертування з різного роду інструментами, змадригалом (Canzonette francesi a quattro, cinque e otto voci per concertare con più sorte strumenti, con un madrigale passeggiato) (Антверпен 1612)
- включені до різних тогочасних антологій
  - вісім мадригалів на 5, один на 6 та два на 3 голоси
  - ГреГеска на 5 голосів
  - дві канцонети на 3 голоси
  - діалог на 10 голосів
  - меса In me transierunt на 5 голосів
  - Магніфікат
  - bicinium
  - два мотети,
  - дві частини меси
  - токата
  - різні інструментальні канцони

Крім того існують твори в манускриптах.

## Зовнішні посилання
- Toccata II tono на клавікорді - YouTube
- Canzon La Cromatica a 4 - YouTube
- Gioseffo Guami: Партитури на сайті Werner Icking Music Archive (WIMA)
- Вільні ноти авторства Джозеффо Ґвамі на сайті International Music Score Library Project (IMSLP)
- Джозеффо Ґвамі на сайті AllMusic.  (англ.)